# An Innocent Magdalene
An Innocent Magdalene is een Amerikaanse dramafilm uit 1916 onder regie van Allan Dwan. De film is wellicht zoekgeraakt.

## Verhaal
Dorothy Raleigh gaat ervandoor met de gokker Forbes Stewart, omdat haar vader hun verbiedt te trouwen. Wanneer blijkt dat ze in positie is, belooft Forbes zijn leven te beteren. Hij wordt echter gearresteerd en belandt voor een jaar achter tralies. Kort voor de geboorte van het kind stelt een vrouw zich aan Dorothy voor als de echtgenote van Forbes. Dorothy wendt zich weer tot haar vader, maar hij wijst haar de deur, omdat zijn dochter weldra een ongehuwde moeder zal zijn. Ze staat op het punt om zelfmoord te plegen, wanneer Forbes weer vrijkomt. Hij legt haar uit dat de andere vrouw een jaloerse ex-verloofde was.

## Rolverdeling
| Acteur              | Personage       |
| ------------------- | --------------- |
| Lillian Gish        | Dorothy Raleigh |
| Spottiswoode Aitken | Kolonel Raleigh |
| Sam De Grasse       | Forbes Stewart  |
| Mary Alden          | De vrouw        |
| Seymour Hastings    | De predikant    |
| Jennie Lee          | Mammy           |
| William De Vaull    | Joe             |